# Punishment for Decadence
Punishment for Decadence – drugi album studyjny szwajcarskiej grupy thrashmetalowej Coroner, wydany przez Noise International w 1988 roku.

## Realizacja
Utwory napisali Ron Royce i Tommy T. Baron, słowa ułożył Marquis Marky. Zamykający płytę Purple Haze to cover przeboju Jimiego Hendrixa.
Album nagrano w maju 1988 roku w studio nagraniowym Sky Trak Studio w Berlinie Zachodnim. Produkcją materiału zajął się Guy Bidmead, wsparty przez Andreasa Gerharda i Dextera.
Wydawnictwo ukazało się w 1988 roku nakładem Noise International na płycie analogowej, płycie kompaktowej i kasecie magnetofonowej. Płyta miała dwie różne okładki, z których na jednej znalazła się śmierć z drzeworytu Der Tod als Würger XIX-wiecznego artysty niemieckiego Alfreda Rethela.
Płytę promował teledysk zrealizowany do utworu Masked Jackal.

## Lista utworów
Opracowano na podstawie materiału źródłowego.
| Nr  | Tytuł utworu                | Słowa        | Muzyka       | Długość |
| --- | --------------------------- | ------------ | ------------ | ------- |
| 1.  | „Intro”                     |              |              | 0:12    |
| 2.  | „Absorbed”                  | Marky        | Baron/Royce  | 3:43    |
| 3.  | „Masked Jackal”             | Marky        | Baron/Royce  | 4:46    |
| 4.  | „Arc-Lite”                  | -            | Baron/Royce  | 3:20    |
| 5.  | „Skeleton on Your Shoulder” | Marky        | Baron/Royce  | 5:35    |
| 6.  | „Sudden Fall”               | Marky        | Baron/Royce  | 4:50    |
| 7.  | „Shadow of a Lost Dream”    | Marky        | Baron/Royce  | 4:31    |
| 8.  | „The New Breed”             | Marky        | Baron/Royce  | 4:52    |
| 9.  | „Voyage to Eternity”        | Marky        | Baron/Royce  | 3:45    |
| 10. | „Purple Haze”               | Jimi Hendrix | Jimi Hendrix | 3:20    |
|     |                             |              |              | 38:54   |

## Twórcy
Opracowano na podstawie materiału źródłowego.
Muzycy:
- Tommy T. Baron – gitara
- Marquis Marky – perkusja
- Ron Royce – gitara basowa, wokal prowadzący

Dodatkowi muzycy:
- Gary Marlowe – syntezator
- Dexter – wokal wspierający

Produkcja:
- Guy Bidmead – inżynieria dźwięku, produkcja muzyczna
- Karl Ulrich-Walterbach – produkcja wykonawcza